# Введение в истинную физическую химию
«Введение в истинную физическую химию» (лат. «Prodromus ad verum Chimium Physicam») — рукопись Михаила Васильевича Ломоносова, написанная на латинском языке в 1752 году во время чтения курса физической химии студентам Академии наук. Работа представляет собой первую часть учебника по физической химии, который планировал написать Ломоносов, однако вторая часть была не дописана, а третья — даже не начата. Сохранившийся текст работы содержит пять первых законченных глав, шестую главу, обрывающуюся на 138-м параграфе и несколько не пронумерованных параграфов 9-й главы.

## История написания
Михаил Васильевич Ломоносов написал «Введение в истинную физическую химию» в то время, когда читал курс физической химии студентам Академии наук в 1752 году. Данная работа представляет собой рукописи этого курса.
15 мая 1752 года в Канцелярию Академии наук поступило отношение конференции, согласно которому Ломоносов «письменно собранию представил, какие лекции химические он студентам давать и опыты химические делать намерен». Когда именно начался курс неизвестно. В мае Михаил Васильевич ещё собирался его начать, а в отчёте о своих занятиях за сентябрь 1752 года он пишет, что «читал химические лекции для студентов, показывая при том химические эксперименты». В своей монографии «Жизнеописание Михаила Васильевича Ломоносова» советский химик и историк химии Борис Николаевич Меншуткин предполагает, что, возможно, начало лекций совпало с началом нового учебного года — 11 июля. По словам Ломоносова, он диктовал студентам и толковал сочинённые им к физической химии «пролегомены на латинском языке, которые содержатся на 13 листах в 150 параграфах со многими фигурами на шести полулистах». Лекции Ломоносова в академии продолжались до 1753 года, как писал сам Михаил Васильевич, «имеют оные быть окончены около майя месяца сего 1753 года».
«Введение в истинную физическую химию» — это первая часть учебника, который намеревался написать Михаил Васильевич. Перед началом работы над текстом учёным был составлен план курса, согласно которому должно было быть три части: «Введение», «Физической химии часть опытная» и «Физической химии часть теоретическая». По плану, в первой части предусмотрено изложение общих вопросов курса. Опытная часть должна была рассматривать опыты над различными видами веществ (тела соляные, смешанные воспламеняющиеся, соки, металлы, полуметаллы, земли и камни). Теоретическую часть планировалось посвятить вопросам о свойствах и изменениях смешанных тел (химических соединений), атомистике и рассмотрению на этой основе теоретических вопросов химии основных классов веществ. Вторая часть учебника, названная «Опыт физической химии, часть первая, эмпирическая», представляет собой недописанный труд Ломоносова 1754 года и состоит из конспективного наброска двух первых глав. Третья часть о теоретической физической химии так и не была написана.

## Структура и содержание
Сохранившийся текст работы содержит 5 первых законченных глав, 6-ю главу, обрывающуюся на 138-м параграфе, и несколько не пронумерованных параграфов 9-й главы:
1. О физической химии и её назначении (§ 1—8)
2. О частных качествах смешанных тел (§ 9—30)
3. О средствах, которыми изменяются смешанные тела (§ 31—51)
4. О химических операциях (§ 52—107)
5. О родах смешанных тел (§ 108—129)
6. О химической лаборатории и посуде (§ 130—137)
9. О способе изложения физической химии
Физическая химия есть наука, объясняющая на основании положений и опытов физики то, что происходит в смешанных телах при химических операциях.
Первая глава «О физической химии и её назначении» начинается с определения физической химии. Именно в данном своем труде Ломоносов впервые дал определение этому термину, хотя в более ранних своих работах он писал о необходимости соединения физики и химии: «возможно соединить физические истины с химическими и тем самым успешнее познать сокрытую природу тел». Далее ученый разделяет понятия физической и технической химии, в которую входит «всё, относящееся к наукам экономическим, фармации, металлургии, стекольному делу и т. д.». В этой же главе он, согласно Роберту Бойлю, разделяет качества тел на «общие» и «частные». К общим Михаил Васильевич относит массу, фигуру, движение или покой, местоположение каждого ощутимого тела, а к частным — цвет, вкус, целебные силы, сцепление частей. В 5—7 параграфах Ломоносов дает определение терминам «смешанное тело», «составляющие», «начало», «частицы начала» и другим. Последний параграф главы даёт объяснение задачи химии, которая заключается в исследовании состава тел и выделении начал.
Глава «О частных качествах смешанных тел», описывает частные качества тел и показывает их зависимость от сочетания частиц, входящих в состав корпускул тела. Затем Ломоносов даёт определения твердого и жидкого тел, отмечая, что в зависимости от различия в сцеплении частиц первые могут быть жесткими или ковкими, а вторые — густыми или тонкими. Другие свойства тел зависят от того, как они воспринимаются зрением — это прозрачность, полупрозрачность и непрозрачность, блеск и цвет. При этом все цвета, как считал Ломоносов, состоят из красного, жёлтого, и синего и различаются по вкусу и запаху.
В третьей главе «О средствах, которыми изменяются смешанные тела» рассматриваются средства, с помощью которых можно изменять состав и свойства смешанных тел, уничтожая сцепление между частицами. Наилучшим таким средством, по мнению Михаила Васильевича, является огонь: «нет ни одного тела в природе, которого внутренние части были бы недоступны ему и взаимную связь которого он не мог бы разрушить». Далее Ломоносов пишет, что вода и воздух, в отличие от огня, могут «изменять сцепление между частицами».
В главе четвёртой «Введения…» автор дает систематику химических операций, в которой он, в отличие от своих предшественников, характеризует операции не по внешним признакам или средствам воздействия, а по изменениям совершающимся с «составными частями тел», приводя перечень общих химических операций, в состав которых входят разрыхление, уплотнение, растворение, осаждение, дигерирование и возгонка.
В пятом разделе — «О родах смешанных тел», Ломоносов дает характеристику тел и их разнообразных классов. Так, он делит тела на органические и неорганические и классифицирует смешанные тела по родам: состоящих из солей и соляных спиртов, сернистых тел, соков, металлов, полуметаллов, земель и камней.
В неоконченной шестой главе Ломоносов описывает типичные химическую лабораторию и лабораторную посуду, а в девятой — дает указания о способе изложения курса физической химии.

## Критика
Александр Ерминингельдович Арбузов в своей книге «Краткий очерк развития органической химии в России» (1948) пишет, что программа курса, которую составил Ломоносов «так основательна и широка, что, пожалуй, даже при современном состоянии физической химии, первый концентр можно прочитать по этой программе».
Николай Александрович Фигуровский в статье «Труды М. В. Ломоносова по физике и химии» пишет, что «Введение в истинную физическую химию» представляет собой «весьма обстоятельный труд, содержащий изложение основных вводных положений теоретической (физической) химии, предназначенный для учащихся к глубокому изучению химии», а сам Ломоносов «выступает здесь как новатор науки, убежденный материалист и противник всякой мистики и фантазии». В книге «Очерк общей истории химии» (1969) Фигуровский, опираясь на текст «Введения…», отмечает, что Ломоносов, «считал основной задачей химии теоретическое объяснение явлений, а под физической химией понимал теоретическую химию, то есть именно то, что мы понимаем под этим названием в настоящее время».

## Издания
Рукопись на латинском языке хранится в Архиве Академии наук вместе с конспектом лекций одного из студентов — Василия Ивановича Клементьева. В 1904 году был впервые опубликован перевод «Введения в истинную физическую химию» на русский, выполненный Борисом Меншуткиным. В 1910 году «Введение…» и ряд других работ Ломоносова были переведены на немецкий и опубликованы в серии «Классики точных наук» Оствальда под номером 178. В 1970 году рукопись также была переведена на английский язык и вошла в книгу «Mikhail Vasil’evich Lomonosov on the Corpuscular Theory» Генри Лестера.